# Радојка Лакић
Радојка Лакић (Скендер-Вакуф, 12. октобар 1917 — Сарајево, 28. септембар 1941) била је учесница Народноослободилачке борбе и народни херој Југославије.

## Биографија
Рођена је 12. октобра 1917. године у Скендер-Вакуфу. Њен отац Ђорђе, био је учитељ, па се због тога често с породицом селио. Радојка је као дете живела у многим местима Босне и Херцеговине. Основну школу је завршила у селу Скочићи, код Зворника и Тузли. Одатле су јој родитељи прешли у Бијељину, где је похађала шест разреда гимназије. Пошто су после инцидента у Бијељинској гимназији, октобра 1934. године, у гимназији били привремено укинути виши разреди, Радојка је седми разред завршила у Сарајеву, а осми и велику матуру у Шапцу. Септембра 1936. године уписала се на Технолошки факултет у Београду, а потом је прешла на Филозофски факултет.
Још као ученица бијељинске гимназије приступила је револционарном омладинском покрету и 1935. године постала чланица Савеза комунистичке омладине Југославије. По доласку на Београдски универзитет, наставила је политичку активност у оквиру студентског револуционарног покрета и његових разних удружења. У чланство Комунистичке партије Југославије примљена је 1937. године. За време распуста, одлазила је у Бијељину и Сарајево, где је такође политички деловала. За време студија била је у тешком материјалном положају, а због неразумевања родитеља за њен револуционарни рад одбила је да прима њихову материјалну помоћ и у децембру 1940. године се запослила као дневничар у пошти у Београду.
После Априлског рата и окупације Краљевине Југославије, крајем маја 1941. године напустила је окупирани Београд и отишла у Бијељину, код родитеља. Пошто су у јуну месецу, после напада Немачке на Совјетски Савез, почеле организоване акције хапшења комуниста, Радојка је по задатку Партије, да би избегла хапшење, од стране усташа, који су је у неколико наврата тражили, отишла у Сарајево. Одмах по доласку у Сарајево, посветила се илегалном партијском раду и укључила се у припреме за устанак. После хапшења водећих комуниста Сарајева од стране усташке полиције, Радојка је преузела функцију секретара партијске ћелије на Башчаршији и у најтежим условима наставила са илегалним радом. Облачила је муслимански зар, често мењала станове и живела под лажним именом.
Почетком септембра 1941. године, одевена у муслиманску ношњу са легитимацијом на име Марије Ходак, наишла је на полицијске агенте који су је претерсли на улици. Приликом претерса у њедрима су пронашли прогласе КПЈ за дизање устанка и умножене делове Историје СКП (б). После хапшења одведена је у усташки затвор, где је била подвргнута мучењу. Пошто ништа није признала, изведена је на Покретни преки суд. Осуђена је на смрт и стрељана 28. септембра 1941. године на Врацама у Сарајеву. Сахрањена је у Гробници народних хероја у спомен-парку Враца, на Требевићу, код Сарајева, а на месту њеног погубљења подигнута је спомен-плоча.
Указом Председништва Антифашистичког већа народног ослобођења Југославије (АВНОЈ), 8. јуна 1945. године, међу првим борцима Народноослободилачке војске, проглашена је за народног хероја.
По њој је названа ОШ „Радојка Лакић” Савски венац.